# Општина Фарагау (Муреш)
Фарагау (рум. Fărăgău) општина је у Румунији у округу Муреш.
Oпштина се налази на надморској висини од 484 m.